# Акваріумний ґрунт

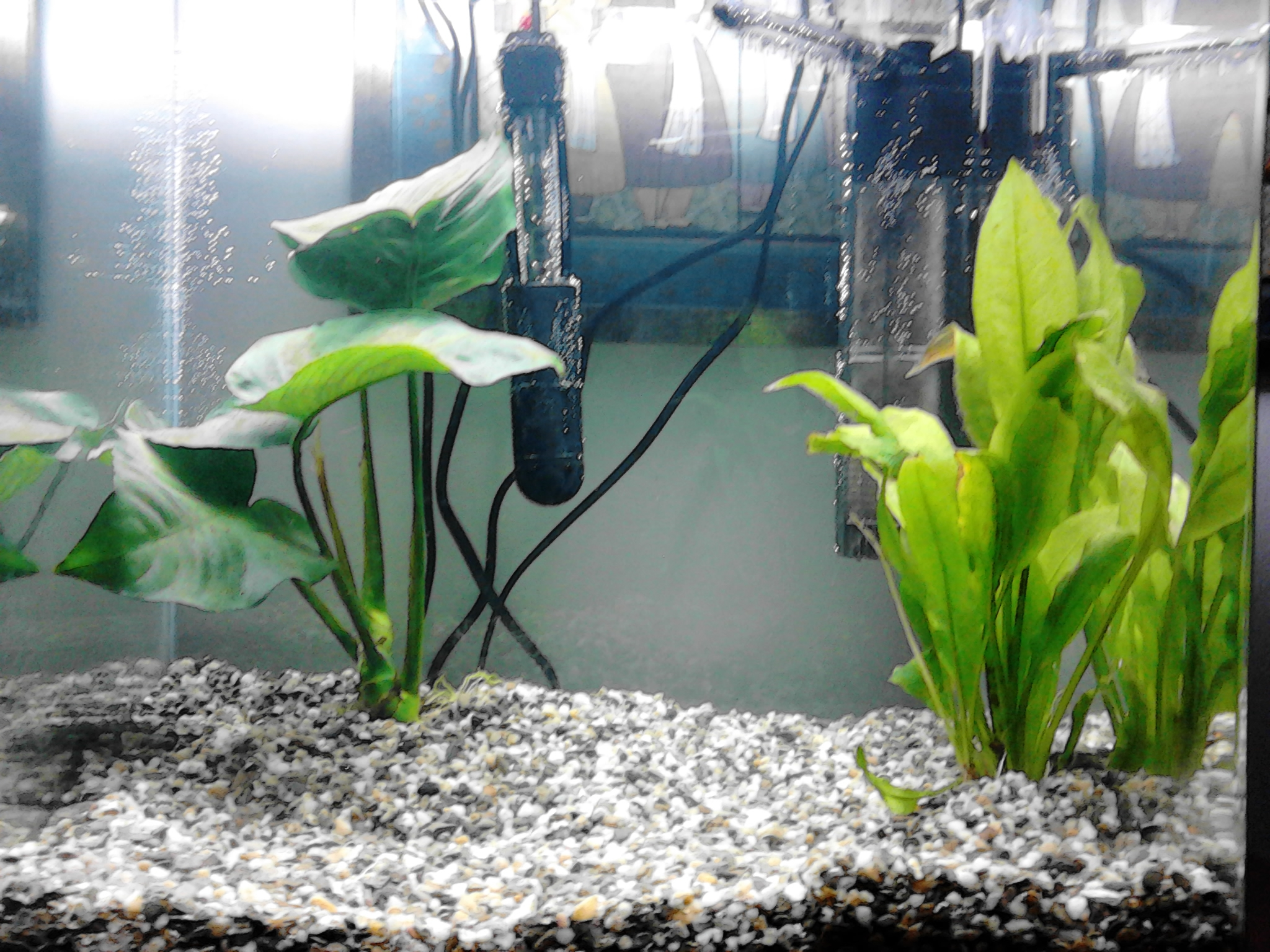
Рослини у ґрунті

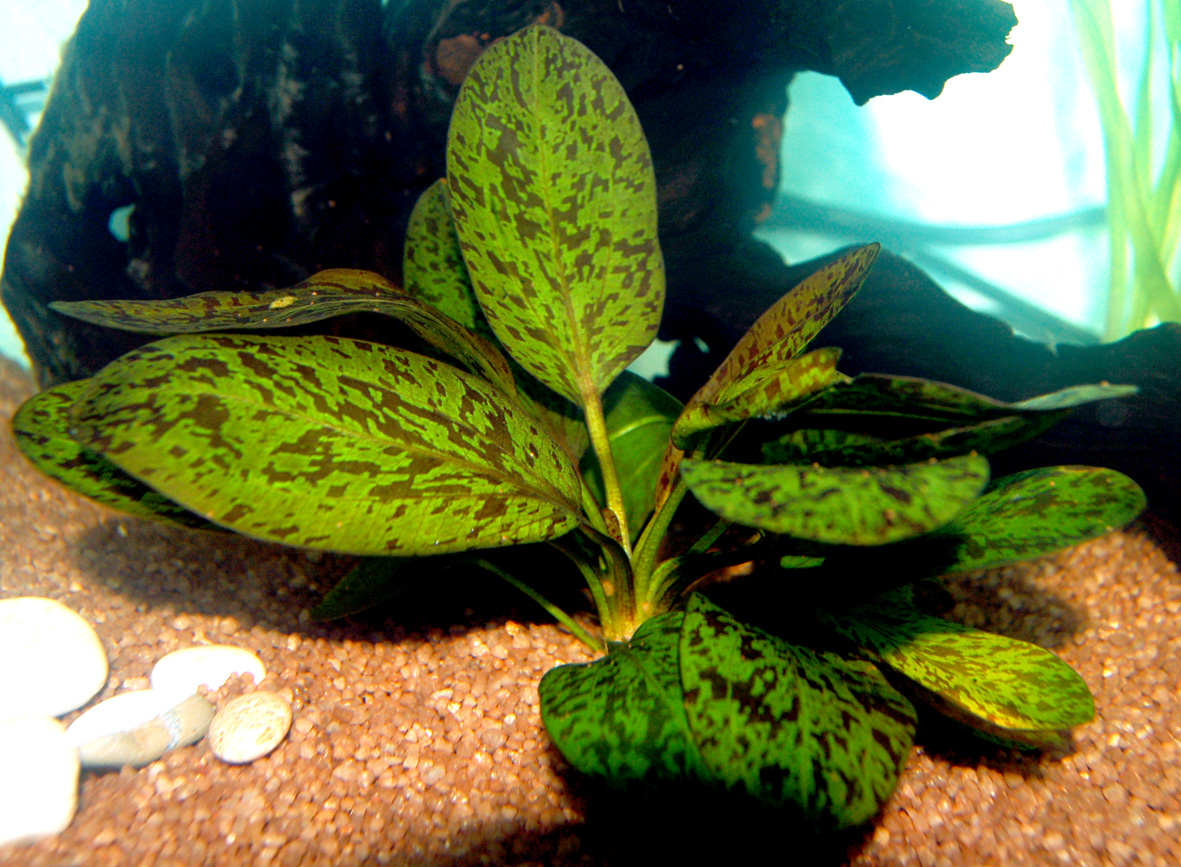
Ехінодорус у ґрунті

Акваріумний ґрунт — частина оформлення акваріума, субстрат, необхідний для життя рослин, окремих риб, безхребетних та простіших, елемент дизайну акваріума. У ґрунті вкорінюються окремі рослини та отримують з нього поживні речовини. Окрім естетичного призначення ґрунт сприяє встановленню біологічного балансу та, фактично, є безперервно функціонуючим фільтром.

## Ґрунт як елемент дизайну
Для прісноводного акваріума бажано використовувати сірий або темний ґрунт. Темний відтінок ґрунту заспокійливо діє на риб, краще прогрівається, рослини на тлі темного ґрунту видаються більш яскравими.
Ґрунт також має декоративну функцію і разом з камінням дозволяє створювати рельєф дна.
Як акваріумний ґрунт звичайно використовують крупнозернистий річковий або будівельний пісок з розміром фракції 2-4 мм, базальтову крихту, кварцовий пісок, обкатаний гравій, дрібну морську гальку 3-8 мм. При використанні гальки на дно бажано спочатку покласти тонкий шар більш дрібного піску. Оптимальним вважається ґрунт з розмірами фракцій 2-4 мм. з товщиною шару 2-5 см і до 10 см для великих акваріумних рослин. Більш крупні фракції застосовують зі збільшенням товщини шару ґрунту.

## Ґрунт як субстрат
Ґрунт є субстратом, в якому вкорінюються акваріумні рослини. Окремі фракції ґрунту поступово розчиняються у воді та забезпечують мінеральне живлення рослин. Ґрунт також збирає в собі продукти життєдіяльності риб, залишки рослин, які поступово розкладаються і забезпечують органічне живлення рослин.
З часом мінеральні домішки з ґрунту вириваються, тому для успішного вирощування акваріумних рослин в ґрунт додають компоненти, які забезпечують мінеральне живлення рослин. Найбільш поширеним компонентом є звичайна глина, найкращою глиною для акваріума є синя глина. Глина містить потрібні рослинам мінеральні речовини а також зменшує ймовірність закисання ґрунту. Глину вносять у ґрунт як поживні грудочки безпосередньо під корені великих рослин, або викладають сухі грудочками просто на поверхню ґрунту, «жива» акваріума вода при ньому не скаламучується.
Останнім часом набули популярності спеціальні ґрунти з добривами, які поступово розчиняючись забезпечують живлення рослин.
При виборі ґрунту слід враховувати, що окремі види риб перекопують або навіть зариваються у ґрунт. Для уникнення пошкоджень таких риб частки ґрунту не повинні мати гострих країв.

## Ґрунт як фільтр
В ґрунті накопичується детрит та відбуваються процеси його розкладання. Ґрунтові бактерії та одноклітинні організми забезпечують розщеплення детриту з утворенням солей, необхідних для нормального розвитку рослин. Однією з умов нормального функціонування ґрунтових бактерій є хороша циркуляція води, яка забезпечує надходження у ґрунт необхідних для життєдіяльності бактерій поживних речовин і кисню.
Як ґрунт може використовуватись крупний річковий пісок, рідше — пісок з піщаних кар'єрів (в таку піску звичайно багато домішок, що підвищують жорсткість води). У більш дрібному ґрунті відсутня циркуляція води, майже не надходить кисень, і сповільнюються всі біологічні процеси, коріння рослин починають загнивати.